# 塞尔 (俄克拉何马州)
塞尔（Sayre）位于美国俄克拉何马州西部，是貝坎縣的县治所在，面积8.8平方公里。根据美国人口调查局2000年统计，共有4,114人，其中白人占74.99%、非裔美国人占18.25%、土著美国人占2.53%。